# Cantonul Esternay
Cantonul Esternay este un canton din arondismentul Épernay, departamentul Marne, regiunea Champagne-Ardenne, Franța.

## Comune
| Comune                  | Populație (1999) | Cod poștal | Cod INSEE |
| ----------------------- | ---------------- | ---------- | --------- |
| Bethon                  | 274              | 51260      | 51056     |
| Bouchy-Saint-Genest     | 162              | 51310      | 51071     |
| Champguyon              | 212              | 51310      | 51116     |
| Chantemerle             | 36               | 51260      | 51124     |
| Châtillon-sur-Morin     | 163              | 51310      | 51137     |
| Courgivaux              | 256              | 51310      | 51185     |
| Escardes                | 73               | 51310      | 51233     |
| Les Essarts-lès-Sézanne | 234              | 51120      | 51235     |
| Les Essarts-le-Vicomte  | 118              | 51310      | 51236     |
| Esternay                | 1 603            | 51310      | 51237     |
| La Forestière           | 205              | 51120      | 51258     |
| Joiselle                | 88               | 51310      | 51306     |
| Le Meix-Saint-Epoing    | 222              | 51120      | 51360     |
| Montgenost              | 116              | 51260      | 51376     |
| Nesle-la-Reposte        | 111              | 51120      | 51395     |
| Neuvy                   | 158              | 51310      | 51402     |
| La Noue                 | 217              | 51310      | 51407     |
| Potangis                | 90               | 51260      | 51443     |
| Réveillon               | 106              | 51310      | 51459     |
| Saint-Bon               | 64               | 51310      | 51473     |
| Villeneuve-la-Lionne    | 246              | 51310      | 51625     |